# 白天 (外交官)
白天（1971年4月27日—），陕西西安人，中华人民共和国外交官，曾任中华人民共和国驻马来西亚特命全权大使和外交部涉外安全事务司司长，现任外交部国际经济司司长。

## 生平
白天1989年考入西安外国语学院英语系。1993年毕业，进入中华人民共和国外交部工作，先后在外交部亚洲司、驻尼泊尔大使馆、外交部办公厅任职。2007年，任外交部办公厅一等秘书，后升任参赞。2009年，任驻菲律宾大使馆参赞。2013年，任外交部亚洲司参赞。2014年，升任外交部亚洲司副司长。2017年11月，出任中华人民共和国驻马来西亚大使。2020年11月，自驻马来西亚大使离任，改任外交部涉外安全事务司司长。2024年9月，调任外交部国际经济司司长。